# Normalobjektiv

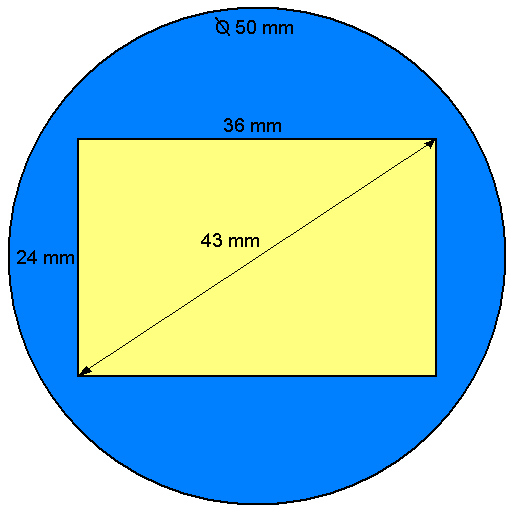

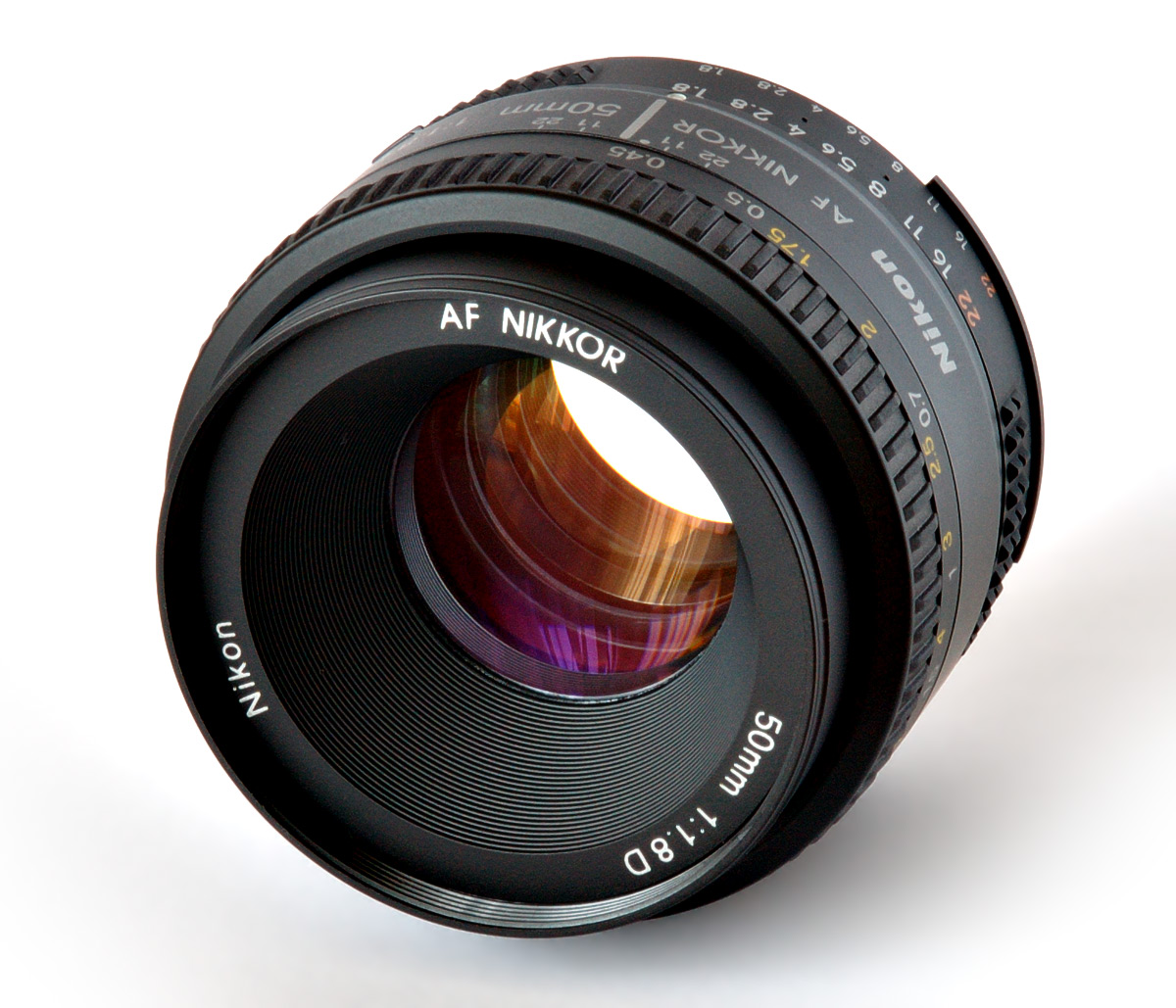

Normalobjektiv eller normallins  är inom fotografin och kinematografin ett som ger bilder som allmänt anses ha ett "naturligt perspektiv" jämfört med objektiv med längre eller kortare brännvidder.
Inom stillbildsfotografin är ett normalobjektiv sådant att dess brännvidd är ungefär lika med diagonalen på den bild som projiceras på negativet. En bild tagen med normalobjektiv motsvarar ungefär det aktiva synfältet för det mänskliga ögat.
Ett objektivs upplösning är optimerat för negativ/sensorformatet, vilket betyder att tillverkaren försöker att få så bra data som möjligt inom respektive format. En allmän regel är emellertid att bildens kvalitet ökar med negativ/sensorformatet.
Brännvidderna för normalobjektivet varierar således med filmformatet och brukar anses vara följande: 
| Filmformat                  | negativstorlek    | bilddiagonal | normalobjektivbrännvidd |
| --------------------------- | ----------------- | ------------ | ----------------------- |
| APS C                       | 16,7 mm x 25,1 mm | 30,15 mm     | 28 mm, 35 mm            |
| 135                         | 24 mm x 36 mm     | 43,27 mm     | 50 mm, 45 mm            |
| 120/220, 6 x 4.5 (645)      | 56 mm x 42 mm     | 70,00 mm     | 75 mm                   |
| 120/220, 6 x 6              | 56 mm x 56 mm     | 79,20 mm     | 80 mm                   |
| 120/220, 6 x 7              | 56 mm x 68 mm     | 88,09 mm     | 90 mm                   |
| 120/220, 6 x 9              | 56 mm x 82 mm     | 99,30 mm     | 105 mm                  |
| storformat 4" x 5" bladfilm | 101,6 mm x 127 mm | 162,64 mm    | 150 mm                  |

För en småbildskamera med en diagonal av 43 mm, är det mest förekommande normalobjektivet 50 mm, men en brännvidd mellan 45 och 58 mm brukar också räknas som normal.
Brännvidden 50 mm valdes av Oscar Barnack, skaparen av Leica-kameran, som en kompromiss mellan det teoretiska värdet och god visuell skärpa, eftersom teknologin på den tiden var sådan att med de något längre brännvidderna gavs möjlighet att uppnå optimal skärpa.[källa behövs]
Ju större bildformat vi väljer, desto svårare är det att bygga ett hanterligt normalobjektiv med god ljusstyrka. Därför har genomgående större bildformat lägre ljusstyrka för sina standardobjektiv. De riktigt höga ljusstyrkorna brukar vi finna hos småbildsobjektiv, där vi i extremfall hittar objektiv starkare ljusstyrka än bländare 1 exempelvis 0,9.
Brännvidden 50 mm används även för makrofotografering detta brukar ske med en makronormal, ett objektiv optimerat för korta avstånd. Ett sådant objektiv har lägre ljusstyrka.
Inom kinematografin brukar man som normal grovt sett räkna en brännvidd som är två gånger diagonalens längd på den projicerade bilden på filmen / sensorn.
Objektiv med kortare brännvidd kallas vidvinkelobjektiv och de med längre brännvidd kallas teleobjektiv.
Brännvidden bestämmer avbildningsskalan på filmen eller sensorn, vilket avgör den bildvinkel som kamerans objektiv täcker. Eftersom normaloptiken ger en bildvinkel, ca 46 grader, som vår hjärna är van vid upplevs bilden (något oegentligt) ge ett "naturligt perspektiv". En bild tagen med tele- eller vidvinkelobjektiv ger å andra sidan ett överdrivet perspektiv och kan se ihoptryckt respektive förvrängt ut. 
I fallet extrema vidvinklar är bilden faktiskt förvrängd eftersom filmen/sensorn är en plan yta, på vilken man försöker avbilda en sfärisk verklighet. I telefallet är förvrängningen skenbar och beror på att bildvinkeln är så liten att perspektiveffekten avtagit på motsvarande sätt.
Observera att bildens perspektiv bestäms endast av fotograferingsavståndet och inte av brännvidden. Detta inses lätt om man från samma punkt tar bilder med olika objektiv och från dessa bilder väljer samma utsnitt och förstorar till samma avbildningsskala. Frånsett ofullkomligheter i skärpa, kornighet etc blir nämligen bilderna identiska.